# Abou al-Hassan al-Housri
Abou al-Hassan al-Housri (arabe : أبو الحسن الحصري), de son vrai nom Abou al-Hassan Ali Ibn Abdelghani al-Fehri (أبو الحسن علي بن عبد الغني الفهري), né en 1029 à Kairouan et décédé en 1095 à Tanger, est un poète ifriqiyen.

## Biographie
Descendant de la lignée des Quraych et d'Oqba Ibn Nafi al-Fihri, il naît à Kairouan en 1029 (soit 420 dans le calendrier musulman). Surnommé al-Housri, c'est-à-dire fabricant ou vendeur de tapis (husur), il est le cousin par sa mère du poète Abou Ishak al-Housri, également natif de Kairouan. Sa mère meurt alors qu'il est jeune et, comme il est aveugle, son père l'aide dans l'étude du Coran, des hadîths, du fiqh et de la littérature,. Maîtrisant la langue arabe et l’art poétique, il devient professeur à Kairouan et, à la mort de son père, il écrit un poème sur la tristesse et la douleur qu'il a alors ressenties.
Après l'invasion hilalienne, il choisit en 1057 ou 1058 (soit 449 dans le calendrier musulman) de migrer à Ceuta et y enseigne pendant plus de dix ans. Il se rend ensuite en Andalousie et devient célèbre en tant que poète dans les cours des souverains de l'époque : il se rend à Séville en 1069 ou 1070 (soit 462 dans le calendrier musulman), puis à Malaga, Almería Dénia, Valence et Murcie. Jalousé, il est victime d'intrigues de cour et, en 1090, part pour Tanger où il meurt en 1095 (soit 488 dans le calendrier musulman).

## Œuvre et postérité
Ses œuvres sont Al mou’acharât, considérées parmi les plus beaux chants d'amour de la poésie arabe, Moustahsan al achaar dédié au souverain Al Mutamid ibn Abbad, Al qassida al Houssariya, et enfin Iqtirah al qarih wajtirah al jarih, recueil de poèmes élégiaques où il pleure son fils préféré, Abdelghani, mort d'une maladie, et la fuite de sa mère infidèle. Son poème le plus fameux est Yâ laïlou assabbou mataghadouhou, dont une partie a été chantée par Fairuz.
Il s'inspire notamment du poète syrien Abu-l-Ala al-Maari, également non voyant, dont il imite Luzum ma lam yalzam (La Nécessité inutile).
Décrit comme « le maître de son art » par Ibn Bassam dans sa Dhakhira (Trésor), Ibn Khallikân lui consacre une notice dans son Wafayat al-ayan (Dictionnaire biographique).
Son style a inspiré plusieurs poètes arabes tels que Ahmed Chawqi, Abou el Kacem Chebbi et Mahmoud Bayrem Ettounsi.
Le 18 juillet 2002, la Poste tunisienne émet un timbre pour lui rendre hommage,.